# 27. Internationale Sechstagefahrt
Die 27. Internationale Sechstagefahrt war ein Motorrad-Geländesportwettbewerb, der vom 18. bis 23. September 1952 im österreichischen Bad Aussee und den umgebenden Ostalpen stattfand. Die Nationalmannschaften der ČSSR konnten zum zweiten Mal die World Trophy sowie zum dritten Mal die Silbervase gewinnen. 

## Wettkampf

### Organisation
Die Sechstagefahrt fand zum ersten (a) Mal in Österreich statt. Ausrichter war der Österreichische Automobil-, Motorrad- und Touring Club (ÖAMTC).
Für den Wettkampf waren 262 Fahrer von elf Motorsportverbänden der FIM gemeldet. Um die World Trophy fuhren Mannschaften aus sechs Nationen. Zudem waren zwölf Silbervasen-, 19 Fabrik- und 32 Club-Mannschaften am Start.
Insgesamt waren 2.300,7 Kilometer Strecke zu bewältigen.
Jeder Fahrer, der keine Strafpunkte erzielte, erhielt eine Goldmedaille. Für eine Silbermedaille durften nicht mehr als 10 Strafpunkte zu Buche stehen, für die Bronzemedaille maximal 50 Strafpunkte.

### 1. Tag

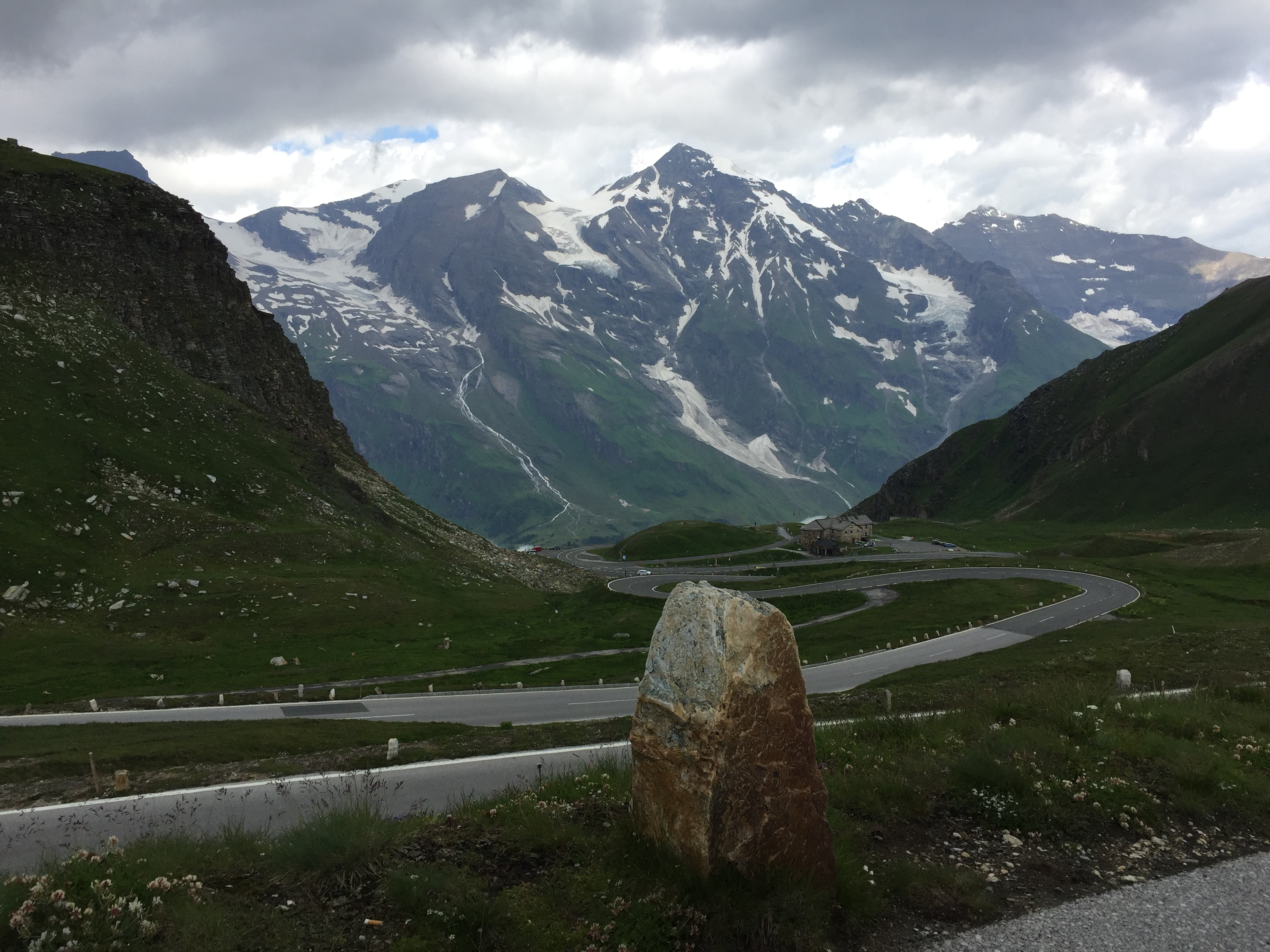
Die Großglockner-Hochalpenstraße von Norden nach Süden war Teilstück der ersten Tagesetappe.

Von den 262 gemeldeten Fahrern nahmen 260 den Wettkampf auf. 
Die Etappe des ersten Fahrtags war 450,8 Kilometer lang. Nach dem Start am Sportplatz in Bad Aussee ging es über Obertraun, Hallstatt, den Pass Gschütt, Annaberg, Niedernfritz, das Fritztal, Bischofshofen, Mühlbach, Birgkarhaus, Dienten, Taxenbach nach Bruck. Von dort nach Süden über die Großglockner-Hochalpenstraße, in deren Verlauf auch die maximale Höhe der Etappe mit 2506 m ü. A. erreicht wurde, bis nach Heiligenblut ging es weiter nach Winklern. Von dort weiter über Obervellach, durch das Tal der Möll bis nach Gmünd, wo die Mittagsstation eingerichtet war. Weiter über die Katschberghöhe, Mauterndorf, den Twenger Talpass, Ober- und Untertauern, Forstau, Mandling, Filzmoos, Niedernfritz, Annaberg, den Pass Gschütt, Gosauzwang und den Pötschenpass zurück nach Bad Aussee.
Es waren acht Zeit- und zwei Durchfahrtskontrollen im Streckenverlauf eingerichtet.
In der Trophy-Wertung lagen die britische und tschechoslowakische Mannschaft vollzählig und strafpunktfrei gleichauf, auf dem dritten Platz lag Schweden mit 14 Strafpunkten. Die deutsche, österreichische und italienische Mannschaft hatten jeweils einen Fahrerausfall.
In der Silbervasenwertung lagen die Mannschaften Deutschlands, Schwedens, Italiens (A), Österreichs (A und B), Tschechoslowakei (B), Großbritanniens (A und B) sowie der Niederlande (A und B) vollzählig und waren strafpunktfrei gleichauf.
24 Fahrer schieden aus dem Wettbewerb aus.

### 2. Tag

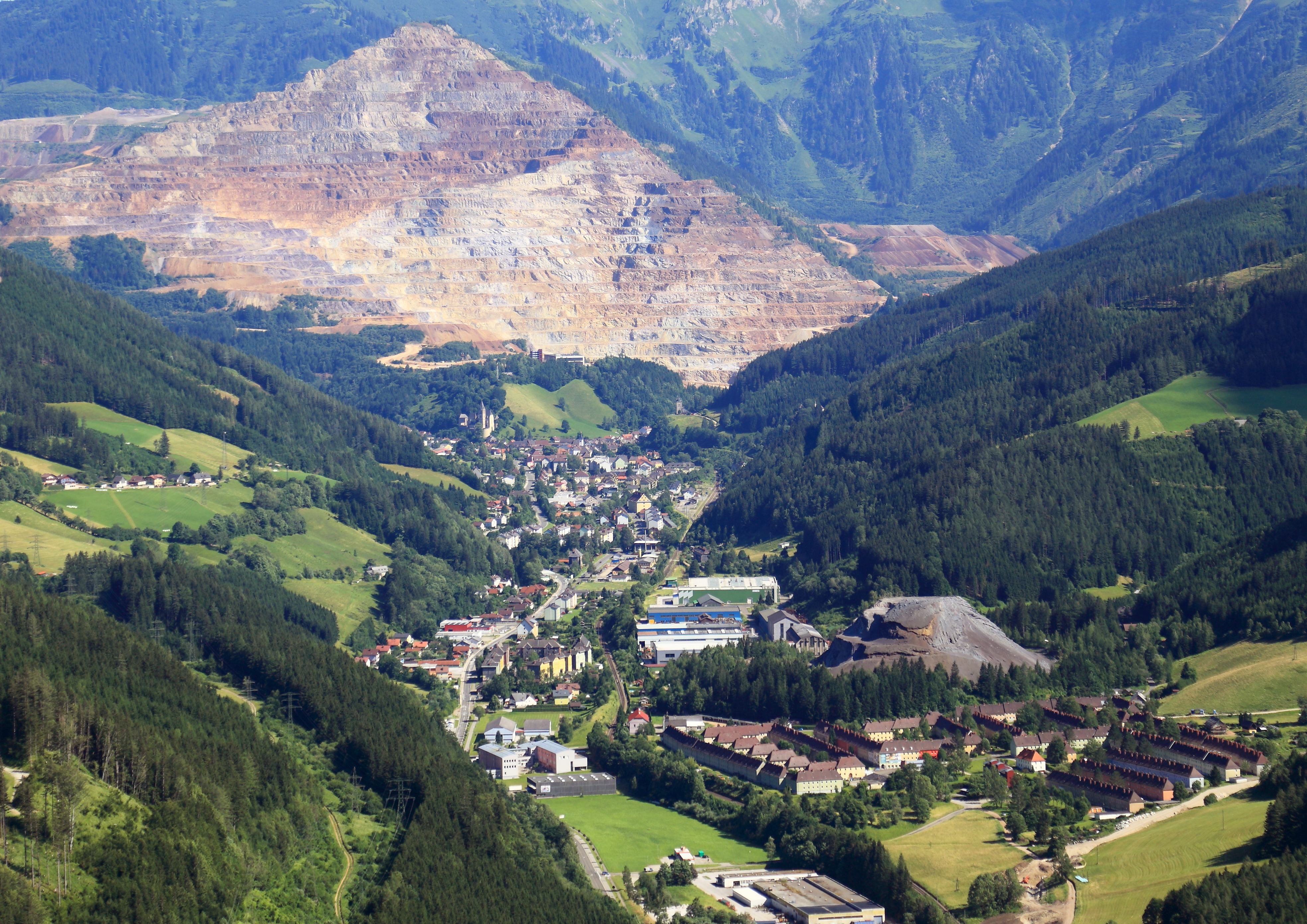
Die Stadt Eisenerz wurde am 2. Tag passiert. – Im Hintergrund der Erzberg.

Mit einer Gesamtlänge von 461,4 Kilometern war die zweite Tagesetappe die längste der Veranstaltung.
Von Bad Aussee aus führte die Strecke über Mitterndorf, Tipschern, Irdning, Lassing, Selzthal, Admont, Hieflau, Eisenerz, Vordernberg, Bruck an der Mur, Pernegg, St. Erhard, die Teichalm, den Gollersattel, Eggersdorf, Laßnitzhöhe, Hausmannstätten und Liebenau nach Puntigam, wo die Mittagsrast stattfand. Weiter ging es über Tobelbad, Köflach, die Gaberl Straße, Judenburg, Unterzeiring, Sankt Johann am Tauern, Hohentauern, Trieben, Rottenmann, Liezen und Mitterndorf zurück nach Bad Aussee.
Im Streckenverlauf waren neun Zeit- und vier Durchfahrtskontrollen eingerichtet. 
In der Trophy-Wertung führte die strafpunktfreie Mannschaft der Tschechoslowakei. Die bis dahin noch vollzähligen Mannschaften Großbritanniens und Schwedens hatten je einen Fahrerausfall zu verzeichnen. In der deutschen Mannschaft fiel mit Gerd Reinhardt der zweite Fahrer aus.
In der Silbervasenwertung waren die Mannschaften Deutschlands, Italiens (A), Großbritanniens (B) sowie der Niederlande (A und B) weiterhin vollzählig und strafpunktfrei. In der A-Mannschaft Österreichs fiel Franz Gnaser aus. Die B-Mannschaft Österreichs hatte mit Hans Zezula jun. und Edi Platzer gleich zwei Fahrerausfälle zu verzeichnen. 
31 Fahrer schieden aus dem Wettbewerb aus.

### 3. Tag

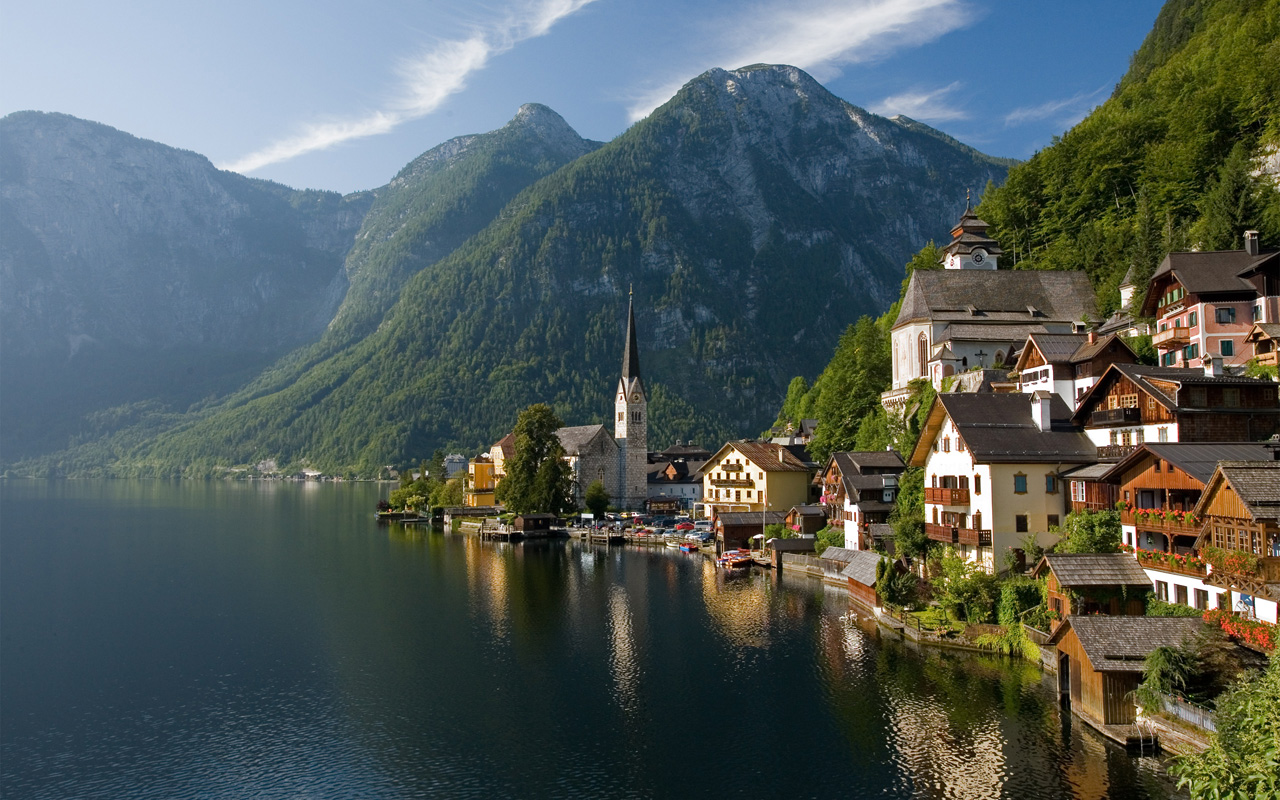
Am 1. und 3. Tag wurde Hallstatt durchfahren

Die Strecke des dritten Fahrtags war 423,8 Kilometer lang und führte nach dem Start in Bad Aussee über Mitterndorf, Irdning, Lassing, Selzthal, Admont, Trieben, Hohentauern, Unterzeiring, Pöls, Judenburg, Schmelz, Obdach, Klippitztörl, Lölling, Waitschach, Baierberg und Kräuping nach Friesach zur Mittagsrast. Von dort ging es über Neumarkt, Sankt Lambrecht, Murau, Tamsweg, Mauterndorf, Untertauern, Radstadt, Niedernfritz, Annaberg, den Pass Gschütt, Gosauzwang, Hallstatt und Obertraun zurück nach Bad Aussee.
Es waren sieben Zeit- und fünf Durchfahrtskontrollen im Streckenverlauf eingerichtet.
In der Trophy-Wertung lag die einzig noch vollzählige Mannschaft der Tschechoslowakei in Führung, hatte jedoch zwei Strafpunkte gesammelt. Für die deutsche Mannschaft standen inzwischen sieben Strafpunkte zu Buche.
In der Silbervasenwertung waren die Mannschaften Deutschlands, Großbritanniens (B) sowie der Niederlande (A) noch vollständig und lagen strafpunktfrei gleichauf. In der A-Mannschaft Österreichs fiel mit Herbert Czakoi der zweite Fahrer aus.
17 Fahrer schieden aus dem Wettbewerb aus.

### 4. Tag
Am vierten Fahrtag waren 440,7 Kilometer zu bewältigen. Die Etappe führte von Bad Aussee über Mitterndorf, Liezen, Trieben, Hohentauern, Oberzeiring, Oberwölz, Murau, Stadl an der Mur, Flattnitz, Kleinglödnitz und Weitensfeld nach Feldkirchen, wo die Mittagsrast eingerichtet war. Weiter ging es über Urschwirt, Sirnitz, den Pass Hochrindl, Reichenau, die Turracher Höhe, Predlitz, Tamsweg, Mauterndorf, Tauernhöhe, Radstadt, Filzmoos, Mandling, Schladming, Gröbming und Mitterndorf zurück nach Bad Aussee.
Im Streckenverlauf waren sieben Zeit- und fünf Durchfahrtskontrollen eingerichtet. 
In der Trophy-Wertung führte nach wie vor die tschechoslowakische Mannschaft mit fünf Strafpunkten. Otto Kollmar schied als dritter Fahrer der deutschen Mannschaft aus.
In der Silbervasenwertung führte die Mannschaft Deutschlands vor der B-Mannschaft der Niederlande und der B-Mannschaft der Tschechoslowakei. 
17 Fahrer schieden aus dem Wettbewerb aus.

### 5. Tag
Die Etappe des fünften Fahrtages war 400,2 Kilometer lang. Sie führte über Altaussee, Bad Ischl, Weißenbach, Neukirchen, Altmünster, Gmunden, Grünau, Steyrling, Frauenstein, Ramsau und Molln nach Steyr, wo die Mittagsrast stattfand. Weiter ging es über Hofkirchen, Neuhofen, Marchtrenk, Krenglbach, Grieskirchen, Haag, Pattigham, Mettmach, Mondsee, Scharfling, Sankt Gilgen, Bad Ischl, Kaltenbach, Lauffen und den Pötschenpass zurück nach Bad Aussee.
Es waren sieben Zeit- und neun Durchfahrtskontrollen im Streckenverlauf eingerichtet.
In der Trophy-Wertung führte unverändert die tschechoslowakische Mannschaft. Nachdem im britischen Team der zweite Fahrer ausgefallen war, rückte Österreich auf den zweiten Platz vor.
In der Silbervasenwertung führte wie am Vortag die Mannschaft Deutschlands vor der B-Mannschaft der Tschechoslowakei und der B-Mannschaft der Niederlande.
Neun Fahrer schieden aus dem Wettbewerb aus.

### 6. Tag
Die letzte Tagesetappe führte über 123,8 Kilometer von Bad Aussee über den Pötschenpass, Gosauzwang, den Pass Gschütt, Abtenau, Scheffau, Golling, Sankt Koloman, Vigaun, Hallein, Adnet, Krispl, Glasenbach, Hellbrunn und Morzg zur Tauern Autobahn 10 bei Glanegg, wo der Start zur abschließenden Geschwindigkeitsprüfung lag.
Die Geschwindigkeitsprüfung fand auf einem über 5,6 Kilometer eingerichteten Rundkurs statt. Je nach Klasse hatten die Fahrer eine bestimmte Rundenzahl (siehe Tabelle) innerhalb einer Stunde zu absolvieren.
| Klasse     | 75 cm³ | 100 cm³ | 125 cm³ | 175 cm³ | 250 cm³ | 350 cm³ | 350 cm³ (b) | 500 cm³ | 500 cm³ (b) | 750 cm³ | 1200 cm³ (b) |
| ---------- | ------ | ------- | ------- | ------- | ------- | ------- | ----------- | ------- | ----------- | ------- | ------------ |
| Rundenzahl | 10     | 11      | 12      | 13      | 15      | 17      | 11          | 18      | 14          | 18      | 15           |

Vier Fahrer schieden aus dem Wettbewerb aus. Von 260 am ersten Tag gestarteten Fahrern erreichten 158 das Ziel.
Im deutschen Silbervasen-Team – bis dahin strafpunktfrei in Führung liegend – kassierte Hans Roth im Abschlussrennen 60 Strafpunkte, womit die Mannschaft den ersten Platz noch verlor.

## Endergebnisse

### World Trophy
| Platz | Team                   | Strafpunkte |
| ----- | ---------------------- | ----------- |
| 1.    | Tschechoslowakei       | 5           |
| 2.    | Österreich             | -           |
| 3.    | Vereinigtes Königreich | -           |
| 4.    | Schweden               | -           |
| 5.    | BR Deutschland         | -           |
| 6.    | Italien                | -           |

### Silbervase
| Platz | Team                                  | Strafpunkte |
| ----- | ------------------------------------- | ----------- |
| 1.    | Tschechoslowakei (B-Mannschaft)       | 12          |
| 2.    | Niederlande (B-Mannschaft)            | 59          |
| 3.    | BR Deutschland                        | 60          |
| 4.    | Tschechoslowakei (A-Mannschaft)       | 182         |
| 5.    | Niederlande (A-Mannschaft)            | -           |
| 6.    | Schweden                              | -           |
| 7.    | Vereinigtes Königreich (B-Mannschaft) | -           |
| 8.    | Vereinigtes Königreich (A-Mannschaft) | -           |
| 9.    | Italien (A-Mannschaft)                | -           |
| 10.   | Italien (B-Mannschaft)                | -           |
| 11.   | Österreich (A-Mannschaft)             | -           |
| 12.   | Österreich (B-Mannschaft)             | -           |

### Club-Mannschaften
| Platz | Team                          | Strafpunkte |
| ----- | ----------------------------- | ----------- |
| 1.    | ADAC Gau Nordrhein II         | 0           |
| 1.    | Birmingham MCC                | 0           |
| 1.    | Nottingham Tornedo MC         | 0           |
| 4.    | Moto Klub FMS V               | 6           |
| 5.    | SAMS Strägnäs                 | 26          |
| 6.    | Real Moto Club de Cataluna II | 61          |
| 7.    | STAMK                         | 68          |
| 8.    | KNMV                          | 69          |
| 9.    | Moto Klub FMS IV              | 150         |

Alle weiteren Clubmannschaften hatten Fahrerausfälle zu verzeichnen.

### Fabrik-Mannschaften
| Platz | Team      | Strafpunkte |
| ----- | --------- | ----------- |
| 1.    | Triumph   | 0           |
| 2.    | Guazzoni  | 4           |
| 3.    | Rumi      | 93          |
| 4.    | Aermacchi | 399         |

Alle weiteren Fabrik-Mannschaften hatten Fahrerausfälle zu verzeichnen.

### Einzelwertung
| Klasse       | Starter | Gold | Silber | Bronze | ohne Medaille | Ausfall/Disqualifikation | Ausfall/Disqualifikation | Ausfall/Disqualifikation | Ausfall/Disqualifikation | Ausfall/Disqualifikation | Ausfall/Disqualifikation | Ausfall/Disqualifikation |
| Klasse       | Starter | Gold | Silber | Bronze | ohne Medaille | 1. Tag                   | 2. Tag                   | 3. Tag                   | 4. Tag                   | 5. Tag                   | 6. Tag                   | Gesamt                   |
| ------------ | ------- | ---- | ------ | ------ | ------------- | ------------------------ | ------------------------ | ------------------------ | ------------------------ | ------------------------ | ------------------------ | ------------------------ |
| 75 cm³       | 3       | 0    | 0      | 0      | 3             | 0                        | 0                        | 0                        | 0                        | 0                        | 0                        | 0                        |
| 100 cm³      | 5       | 0    | 0      | 0      | 0             | 3                        | 1                        | 0                        | 1                        | 0                        | 0                        | 5                        |
| 125 cm³      | 36      | 5    | 2      | 5      | 4             | 5                        | 6                        | 4                        | 3                        | 2                        | 0                        | 20                       |
| 175 cm³      | 47      | 18   | 4      | 3      | 1             | 7                        | 6                        | 2                        | 3                        | 1                        | 2                        | 21                       |
| 250 cm³      | 65      | 25   | 8      | 8      | 6             | 3                        | 6                        | 4                        | 2                        | 3                        | 0                        | 18                       |
| 350 cm³      | 17      | 2    | 1      | 6      | 1             | 1                        | 3                        | 0                        | 2                        | 1                        | 0                        | 7                        |
| 350 cm³ (c)  | 11      | 4    | 1      | 0      | 0             | 2                        | 1                        | 2                        | 1                        | 0                        | 0                        | 6                        |
| 500 cm³      | 53      | 18   | 8      | 4      | 5             | 1                        | 5                        | 4                        | 5                        | 1                        | 2                        | 18                       |
| 500 cm³ (c)  | 2       | 1    | 0      | 0      | 0             | 0                        | 1                        | 0                        | 0                        | 0                        | 0                        | 1                        |
| 750 cm³      | 8       | 5    | 1      | 0      | 1             | 0                        | 0                        | 0                        | 0                        | 1                        | 0                        | 1                        |
| 1200 cm³ (c) | 13      | 7    | 1      | 0      | 0             | 2                        | 2                        | 1                        | 0                        | 0                        | 0                        | 5                        |
| Gesamt       | 260     | 85   | 26     | 26     | 21            | 24                       | 31                       | 17                       | 17                       | 9                        | 4                        | 102                      |